# Ladzin
Ladzin este o arie protejată (sit de importanță comunitară — SCI) din Polonia întinsă pe o suprafață de 50,14 ha, integral pe uscat.

## Localizare
Centrul sitului Ladzin este situat la coordonatele 49°35′55″N 21°51′20″E / 49.5987°N 21.8555°E.

## Înființare
Situl Ladzin a fost declarat sit de importanță comunitară în octombrie 2009 pentru a proteja 5 specii de animale.

## Biodiversitate
Situată în ecoregiunea continentală, aria protejată conține 2 habitate naturale: Pajiști cu Molinia pe soluri calcaroase, turboase sau argilos-nămoloase (Molinion caeruleae), Fânețe de joasă altitudine (Alopecurus pratensis, Sanguisorba officinalis).
La baza desemnării sitului se află mai multe specii protejate:
- amfibieni (2): izvoraș-cu-burta-galbenă (Bombina variegata), triton cu creastă (Triturus cristatus)
- nevertebrate (3): fluturele purpuriu (Lycaena dispar), Phengaris nausithous, Phengaris teleius

Pe lângă speciile protejate, pe teritoriul sitului au mai fost identificate 3 specii de plante.